# Peribatodes orcus
Peribatodes orcus är en fjärilsart som beskrevs av Lenek 1951. Peribatodes orcus ingår i släktet Peribatodes och familjen mätare. Inga underarter finns listade i Catalogue of Life.